# Wahlkreis Rorschach
Der Wahlkreis Rorschach ist eine Verwaltungseinheit des Schweizer Kantons St. Gallen, die nach der neuen St. Galler Kantonsverfassung vom 10. Juni 2001 gebildet wurde. Er besteht seit dem 1. Januar 2003 aus dem früheren Bezirk Rorschach ohne Eggersriet, dafür mit Thal aus dem früheren Bezirk Unterrheintal.

## Politik und Wirtschaft

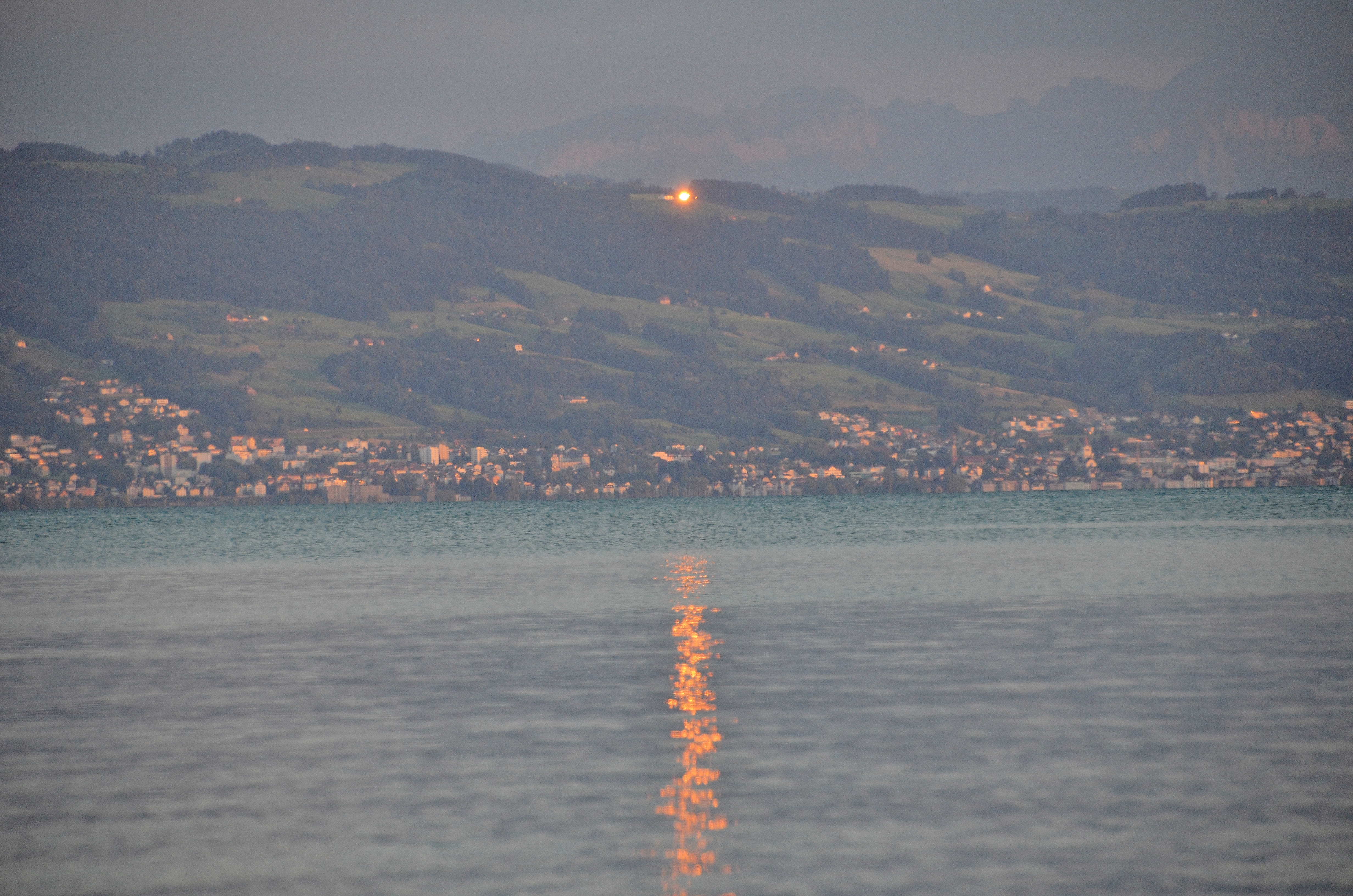
Gespiegelter Sonnenuntergang über Rorschach.

Das Zentrum des Wahlkreises Rorschach bildet die gleichnamige Hafenstadt und trägt die Lasten der Region. Die Wohnungen sind zwar billig, aber der Ausländeranteil liegt bei 48 Prozent und die Sozialhilfequote bei 4,2 Prozent – im gesamten Wahlkreis beträgt sie lediglich 1,9 Prozent. Das Zusammenleben der unterschiedlichen Nationalitäten funktioniert hingegen gut.
Das Siedlungsgebiet Rorschachs ist mit Goldach, Rorschacherberg und Staad zusammengewachsen und die Stadtgrenze nicht mehr erkennbar. Die Gemeinden arbeiten zusammen. Rorschach hat mit Rorschacherberg eine gemeinsame Feuerwehr und mit Goldach einen Fussballclub. Im Steuerwettbewerb hingegen liegt die Zentrumsgemeinde um bis zu rund 40 Steuerprozenten über den Nachbarorten. Eine Fusion der zusammengewachsenen Gemeinden Goldach, Rorschach und Rorschacherberg scheiterte 2007/08 und 2014 an den Finanzen.
| Wahljahr                 | 2004 | 2008 | 2012 | 2016 | 2020 | 2024 |
| Grüne                    |      |      |      |      | 1    |      |
| SP                       | 4    | 2    | 2    | 2    | 2    | 2    |
| Die Mitte (bis 2020 CVP) | 4    | 3    | 3    | 2    | 2    | 2    |
| FDP                      | 3    | 2    | 2    | 3    | 2    | 2    |
| SVP                      | 4    | 3    | 3    | 3    | 3    | 4    |
| insgesamt                | 15   | 10   | 10   | 10   | 10   | 10   |

| Sitze im Kantonsrat (2024–2028)                         |
| Insgesamt 10 Sitze - SP: 2 - Mitte: 2 - FDP: 2 - SVP: 4 |

Im 19. Jahrhundert profitierte Rorschach von der Entwicklung des Verkehrs und den neu erbauten Bahnlinien nach St. Gallen und Romanshorn. In der Blütezeit um 1910 beschäftigte die Stickereifabrik Feldmühle rund 2700 Angestellte. Das Feldmühle-Areal ist heute eine Industriebrache, auf der ein neuer Stadtkern mit Wohnungen und Gewerbeflächen geplant ist.
2004 waren die Christdemokraten (CVP) im Wahlkreis Rorschach das letzte Mal die stärkste politische Kraft. Sie wurden 2008 von der Schweizerischen Volkspartei (SVP) abgelöst, die diese Position seither behielt. Leicht zulegen konnte von 2008 bis 2016 die FDP, während die Sozialdemokraten (SP) ab 2004 einen Rückgang hinnehmen mussten. Die EVP erreichte seit 2012 einen Stimmenanteil von 3 bis 4 Prozent.
2020 gewannen die Grünen erstmals einen Sitz.

## Politische Gliederung
Der Wahlkreis umfasst folgende Gemeinden:
| Wappen          | Name der Gemeinde | Einwohner (31. Dezember 2023) | Fläche in km² | Einw. pro km² |
| --------------- | ----------------- | ----------------------------- | ------------- | ------------- |
| Berg            | Berg (SG)         | 1012                          | 3,76          | 269           |
| Goldach         | Goldach           | 9709                          | 4,71          | 2061          |
| Mörschwil       | Mörschwil         | 3662                          | 9,84          | 372           |
| Rorschach       | Rorschach         | 9955                          | 1,78          | 5593          |
| Rorschacherberg | Rorschacherberg   | 7685                          | 7,09          | 1084          |
| Steinach        | Steinach          | 3580                          | 4,50          | 796           |
| Thal            | Thal              | 7097                          | 9,66          | 735           |
| Tübach          | Tübach            | 1594                          | 1,99          | 801           |
| Untereggen      | Untereggen        | 1027                          | 7,13          | 144           |
| Total (9)       | Total (9)         | 45'321                        | 50,46         | 898           |